# Suwanee
Suwanee este un oraș din Gwinnett County, statul Georgia, Statele Unite ale Americii. În 2000 a avut o populație de 8725 de locuitori.

## Geografie
Suwanee este situat pe urmatoarele coordonate: 34°3′5″N 84°4′22″V (34.051447, -84.072893).
Potrivit biroului de recensământ, orașul are o suprafață totală de 25,6 km2 (9,9 mi2), care 25,4 km2 (9,8 mi2) este uscat și 0,2 km2 (0,077 mi2) (0.80%) este apa.

## Demografie
Potrivit biroului de recensământîn 2000 venitul mediu pe gospodărie în oraș a fost $ 84,038 și venitul mediu pentru o familie a fost de 91.519 dolari. Bărbații au un venit mediu de 60.147 dolari, comparativ cu 40.650 dolari pentru femei. Venitul pe cap de locuitor pentru oraș a fost 29.712 dolari.

## Clima
| Date climatice pentru Suwanee, Georgia | Date climatice pentru Suwanee, Georgia | Date climatice pentru Suwanee, Georgia | Date climatice pentru Suwanee, Georgia | Date climatice pentru Suwanee, Georgia | Date climatice pentru Suwanee, Georgia | Date climatice pentru Suwanee, Georgia | Date climatice pentru Suwanee, Georgia | Date climatice pentru Suwanee, Georgia | Date climatice pentru Suwanee, Georgia | Date climatice pentru Suwanee, Georgia | Date climatice pentru Suwanee, Georgia | Date climatice pentru Suwanee, Georgia | Date climatice pentru Suwanee, Georgia |
| Luna                                   | Ian                                    | Feb                                    | Mar                                    | Apr                                    | Mai                                    | Iun                                    | Iul                                    | Aug                                    | Sep                                    | Oct                                    | Nov                                    | Dec                                    | Anual                                  |
| -------------------------------------- | -------------------------------------- | -------------------------------------- | -------------------------------------- | -------------------------------------- | -------------------------------------- | -------------------------------------- | -------------------------------------- | -------------------------------------- | -------------------------------------- | -------------------------------------- | -------------------------------------- | -------------------------------------- | -------------------------------------- |
| Maxima medie °F (°C)                   | 49 (9)                                 | 54 (12)                                | 62 (17)                                | 70 (21)                                | 77 (25)                                | 84 (29)                                | 87 (31)                                | 86 (30)                                | 80 (27)                                | 71 (22)                                | 61 (16)                                | 51 (11)                                | 69,3 (20,7)                            |
| Minima medie °F (°C)                   | 28 (−2)                                | 32 (0)                                 | 38 (3)                                 | 46 (8)                                 | 55 (13)                                | 64 (18)                                | 68 (20)                                | 67 (19)                                | 60 (16)                                | 48 (9)                                 | 38 (3)                                 | 31 (−1)                                | 47,9 (8,8)                             |
| Precipitații inches (mm)               | 4.40 (111.8)                           | 5.24 (133.1)                           | 5.16 (131.1)                           | 3.68 (93.5)                            | 4.49 (114)                             | 4.00 (101.6)                           | 4.23 (107.4)                           | 5.28 (134.1)                           | 4.41 (112)                             | 3.73 (94.7)                            | 4.19 (106.4)                           | 4.41 (112)                             | 53,22 (1.351,8)                        |
| Sursă:                                 |                                        |                                        |                                        |                                        |                                        |                                        |                                        |                                        |                                        |                                        |                                        |                                        |                                        |